# 1914
1914 (MCMXIV) byl rok, který dle gregoriánského kalendáře započal čtvrtkem.

## Události
Česko

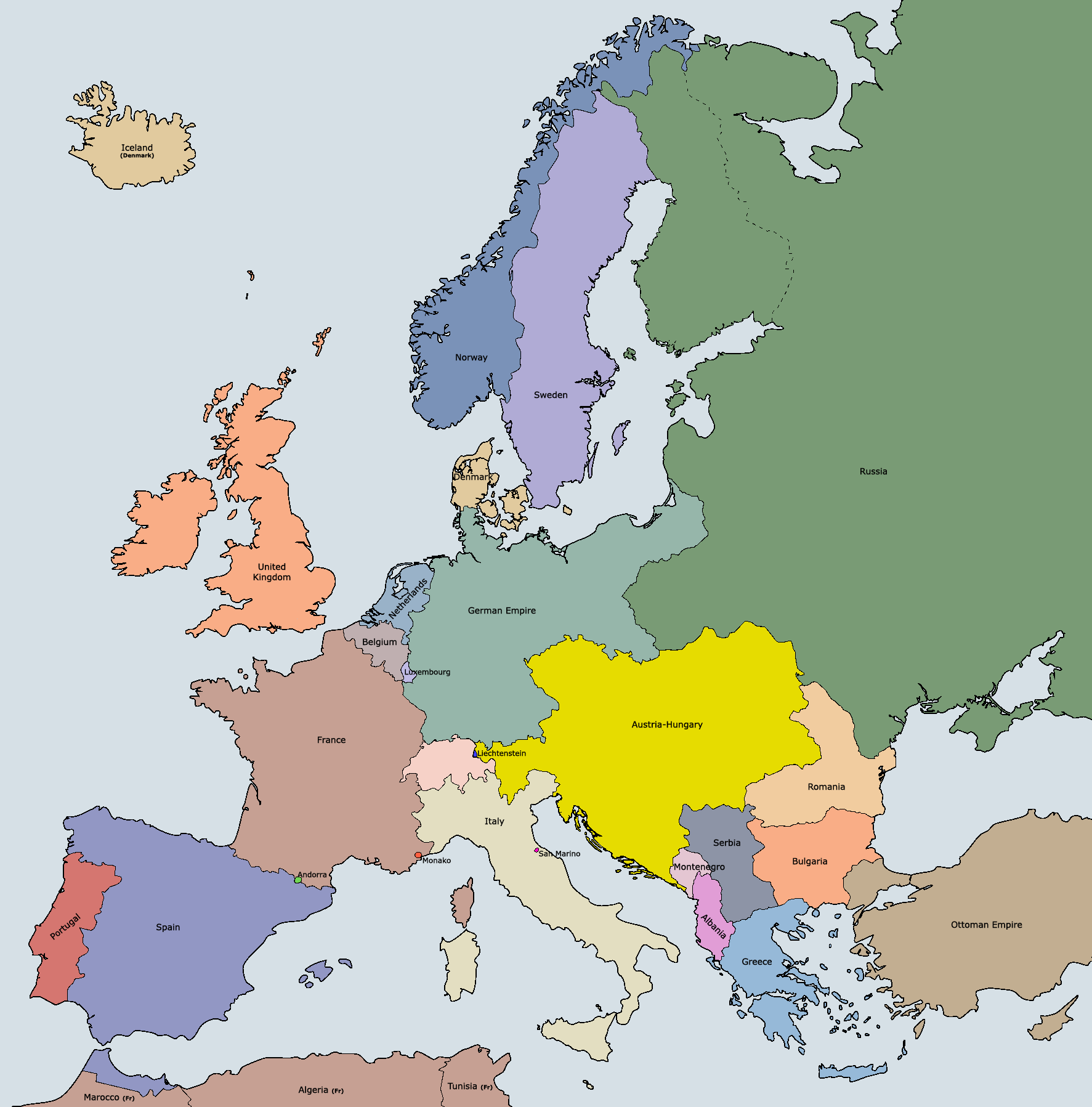
Politická mapa Evropy před vypuknutím války.

- 28. února – zakončení posledního zasedání moravského zemského sněmu
- 4. března – Švihova aféra: Národní listy zveřejnily informaci, že Karel Šviha, předseda národně sociální strany, byl tajným informátorem rakouské vlády.
- Vznik československé legie
- Poblíž Hrčavy zastřelen poslední vlk v Beskydech

Svět
- 28. února – Byl zahájen osobní provoz elektrické tramvaje v Košicích, současně s tímto skončil provoz košické koňky i parní tramvaje.
- 28. června – úspěšný atentát na Františka Ferdinanda d'Este v Sarajevu
- 28. července – Rakousko-Uhersko vyhlásilo válku Srbsku, začala první světová válka
- 31. července – byla vyhlášena všeobecná mobilizace v Rakousko-Uhersku
- 1. srpna – vyhlásilo Německo válku Rusku
- 3. srpna – vyhlásilo Německo válku Francii
- 4. srpna – vydal Woodrow Wilson proklamaci neutrality
- 6. srpna – vyhlásilo Srbsko válku Německu, Rakousko-Uhersko Rusku
- 7. srpna – vyhlásila Černá Hora válku Rakousko-Uhersku
- 9. srpna – z Plymouthu vyplula plachetnice Endurance na Shackletonovu expedici do Antarktidy
- 11. srpna – vyhlásila Francie válku Rakousko-Uhersku
- 12. srpna – vyhlásila Velká Británie válku Rakousko-Uhersku
- 15. srpna – slavnostně otevřen panamský průplav
- 28. srpna – vyhlásilo Rakousko-Uhersko válku Belgii
- 1. září – v zoologické zahradě v Cincinnati uhynul poslední holub stěhovavý na světě
- 3. září – Novým papežem je zvolen Benedikt XV. (vlastním jménem Giacomo markýz della Chiesa).
- 12.–18. října – soud s účastníky atentátu na rakouského následníka trůnu
- 22. září – německá ponorka SM U 9 u holandského pobřeží potopila tři britské křižníky (Aboukir, Hogue a Cressy), zahynulo 1459 britských námořníků.
- říjen – Japonsko obsadilo Marshallovy ostrovy
- 1. listopad – bitva u Coronelu, první porážka Royal Navy v bitvě na úrovni eskader od roku 1781
- 3.–5. listopadu – Bitva o Tangu
- 8. prosinec – bitva u Falklandských ostrovů, zničena německá východoasijská eskadra admirála Spee
- Velká Británie anektovala Kypr

Německo obsadilo Belgii
- svolána „Haagská opiová konference“

## Vědy a umění
- Založen spolek Junák – český skaut
- Viktor Kaplan vyrobil v Brně svou první turbínu
- rozpad německé expresionistické skupiny Der Blaue Reiter
- Ernest Rutherford a Edward Andrade dokázali, že záření gama je druh elektromagnetického záření
- Thomas Alva Edison patentoval gramofonovou desku
- objeven hustin (citronan sodný)

## Nobelova cena
- Nobelova cena za fyziku – Max von Laue za objev interference Röntgenových paprsků
- Nobelova cena za fyziologii a lékařství – Robert Bárány za práci v oboru fyziologie a patologie vestibulárního aparátu
- Nobelova cena za chemii – Theodore William Richards
- Nobelova cena za literaturu – nebyla v tomto roce udělena
- Nobelova cena za mír – nebyla v tomto roce udělena

## Narození

### Česko
- 3. ledna – Vladislav Vaculka, malíř a sochař († 27. září 1977)
- 4. ledna – Pavel Blumenfeld, filmový režisér a scenárista († 18. října 1982)
- 5. ledna – Jan Březina, polární letec, oběť komunismu († 16. srpna 1938)

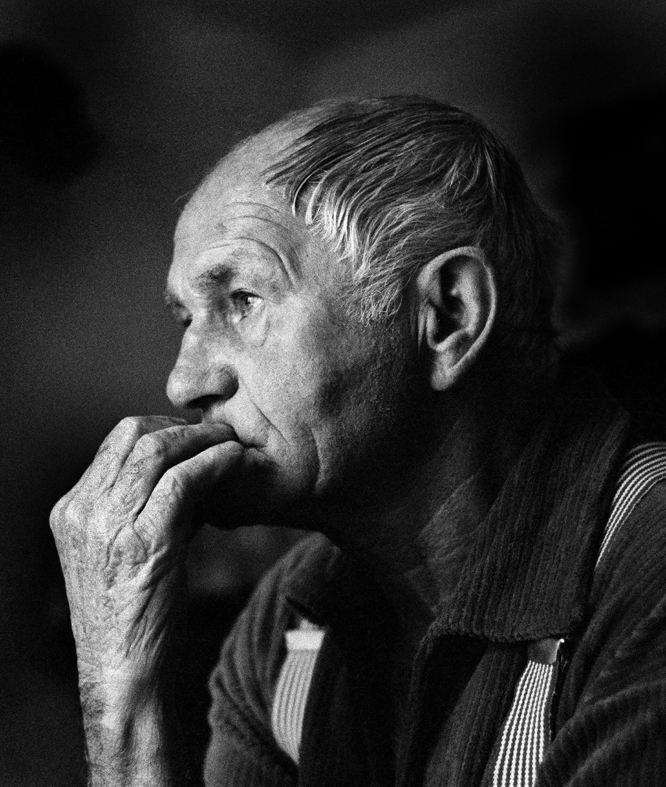
Bohumil Hrabal (* 28. března)

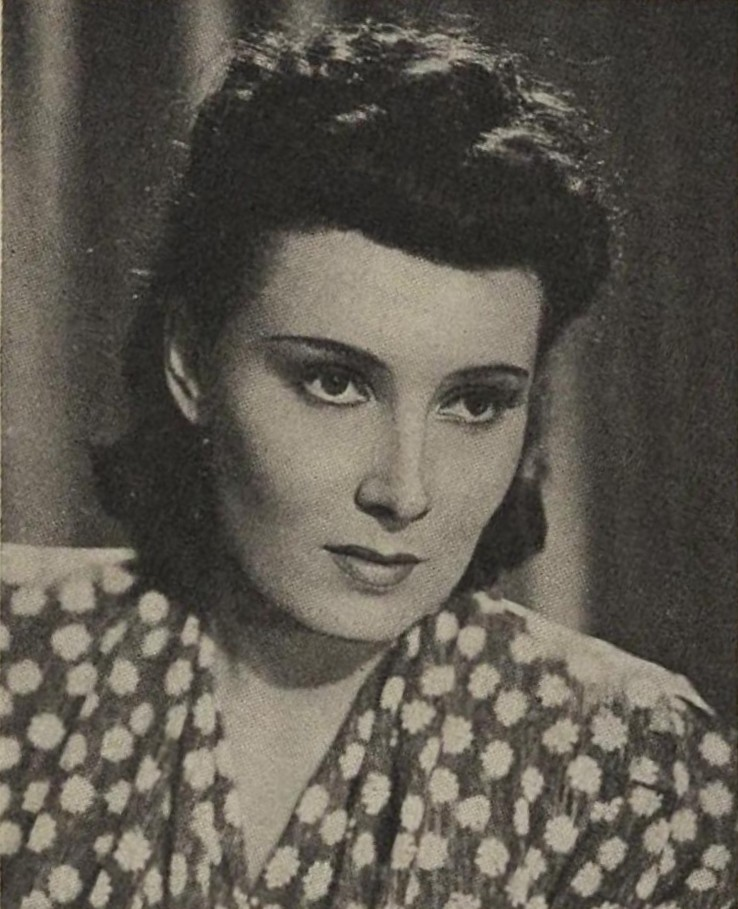
Lída Baarová (* 7. září)

- 13. ledna – Václav Maňas st., skladatel a hudebník († 30. září 1997)
- 16. ledna – Bohumil Šmída, filmový herec a produkční († 6. března 1989)
- 17. ledna – Kurt Freund, československý a kanadský psychiatr († 23. října 1996)
- 20. ledna – Hans Mrogala, těšínský výtvarník († 22. listopadu 1975)
- 21. ledna – Josefina Napravilová, česká odbojářka, válečná veteránka († 19. února 2014)
- 22. ledna – Bohuslav Tobiška, československý vojenský letec († 7. července 1987)
- 24. ledna
  - Hana Vítová, herečka a zpěvačka († 3. března 1987)
  - Donát Šajner, spisovatel († 1. května 1990)
- 25. ledna – František Vavřínek, stíhací pilot RAF († 26. července 1978)
- 27. ledna – František Vrána, válečný hrdina († 30. září 1944)
- 29. ledna – Miloslav Štědrý, chemik a protikomunistický bojovník († 9. července 1966)
- 1. února – Ludmila Bertlová, houslistka († 23. června 1961)
- 6. února – Zdeněk Škrland, kanoista, zlato na OH 1936 († 6. března 1996)
- 8. února – Vladimír Hauptvogel, voják, příslušník výsadku Chalk († 13. května 1944)
- 14. února – Jan Melka, československý fotbalový reprezentant († 12. října 1997)
- 15. února – Karel Niemczyk, voják a příslušník výsadku Calcium († 31. července 2004)
- 16. února – Jan Kazimour, ekonom, politik, předseda Státního statistického úřadu († 30. října 1995)
- 17. února – František Jiroudek, malíř, grafik, scénický výtvarník († 15. června 1991)
- 26. února
  - Naďa Hajdašová, česká baletní sólistka († 8. září 1969)
  - Alexandr Plocek, houslový virtuos († 30. listopadu 1982)
- 12. března – Jan Kapr, hudební skladatel († 29. dubna 1988)
- 22. března – František Kobzík, reprezentant ve veslování, voják a příslušník výsadku Carbon († 7. května 1944)
- 24. března – Jaromír Bělič, jazykovědec († 6. prosince 1977)
- 25. března – Marie Vojtěcha Hasmandová, představená Kongregace Milosrdných sester sv. Karla Boromejského († 21. ledna 1988)
- 28. března – Bohumil Hrabal, spisovatel († 3. února 1997)
- 4. dubna – Zdeněk Kopal, astronom († 23. června 1993)
- 5. dubna – Arnošt Hrad, hrdina československé armády († 3. října 1938)
- 6. dubna – Rudolf Krzák, voják a příslušník výsadku Silica-South († 22. dubna 2004)
- 14. dubna – Jiří Reinberger, varhanní virtuos a skladatel († 28. května 1977)
- 19. dubna – Josef Malejovský, sochař a politik († 20. prosince 2003)
- 20. dubna – Bohumil Sucharda, ministr financí Československa († ? 2009)
- 22. dubna – Bohumír Lomský, ministr národní obrany Československa († 18. června 1982)
- 24. dubna – Jiří Strniště, dirigent a hudební skladatel († 30. července 1991)
- 6. května – Ladislav Votruba, český stavební inženýr-vodohospodář († 1. října 2002)
- 8. května – František Smetana, violoncellista († 25. listopadu 2004)
- 10. května – Emil Hadač, geobotanik († 23. dubna 2003)
- 11. května
  - Bohumil Muzikant, účastník československého protinacistického odboje († 23. května 1986)
  - Jaroslav Švarc, voják a příslušník výsadku Tin († 18. června 1942)
- 14. května – Jiřina Sedláčková, herečka, zpěvačka a manekýnka († 12. dubna 2002)
- 15. května – Alois Šiška, československý válečný pilot († 9. září 2003)
- 16. května – Eduard Hofman, tvůrce animovaných filmů († 11. června 1987)
- 17. května – Karel Knaifl, bojový pilot RAF († 24. července 1988)
- 18. května – Jiří Roll, režisér, herec a scenárista († 18. srpna 2000)
- 19. května – Václav Mottl, kanoista, olympijský vítěz 1936 († 16. června 1982)
- 20. května – Jura Sosnar-Honzák, komunistický odbojář a politik († 26. listopadu 1989)
- 22. května – Vlasta Urbanová, operní zpěvačka († 22. října 2004)
- 30. května – Jiří Marek, spisovatel († 10. prosince 1994)
- 15. června
  - Oldřich Starý, neurolog a rektor Univerzity Karlovy († 14. ledna 1983)
  - Ladislav Troják, československý hokejista († 8. listopadu 1948)
- 18. června – Václav Zykmund, výtvarný kritik, malíř a fotograf († 10. května 1984)
- 27. června
  - Zdeněk Mařatka, lékař – gastroenterolog († 24. března 2010)
  - K. M. Walló, režisér, scenárista a spisovatel († 1. dubna 1990)
- 28. června – Jaromír Hrbek, komunistický lékař, politik, strůjce čistek († 22. července 1992)
- 29. června – Rafael Kubelík, dirigent, hudební skladatel a houslista († 11. srpna 1996)
- 1. července – Josef Olejník, kněz, hudebník a skladatel liturgické hudby († 11. července 2009)
- 3. července – Augustin Přeučil, agent gestapa († 14. dubna 1947)
- 12. července – Jan Haluza, politik, atlet, běžec a trenér († 25. srpna 2011)
- 13. července – Otmar Kučera, stíhací pilot († 6. června 1995)
- 15. července – Jakub Antonín Zemek, převor dominikánského kláštera ve Znojmě († 26. června 1989)
- 16. července – Antonín Sochor, generálmajor, hrdina čs. armády († 16. srpna 1950)
- 19. července – Josef Páleníček, klavírní virtuos a hudební skladatel († 7. března 1991)
- 22. července
  - Josef Kholl, generál, bojovník proti nacismu († 22. září 1944)
  - Jiří Valja, spisovatel († 17. března 1967)
- 26. července – René Černý, příslušník obrany národa, oběť komunismu († 23. května 1950)
- 27. července – Jan Zach, český sochař, malíř a designér († 27. srpna 1986)
- 28. července
  - Marta Pavlisová, rychlostní kanoistka († 13. srpna 1953)
  - Josef Pojar, kněz, voják a příslušník výsadku Gummit († 3. srpna 1992)
- 31. července
  - Emanuel Baláš, český etnograf († 6. února 1966)
  - Heřman Josef Tyl, opat kláštera Teplá († 10. prosince 1993)
- 1. srpna – Josef Černota, voják a příslušník výsadku Wolfram († 26. července 2001)
- 7. srpna – Vojtěch Cach, dramatik († 30. září 1980)
- 10. srpna – Karel Roden mladší, herec († 26. srpna 1992)
- 14. srpna
  - Vítězslav Lepařík, voják a velitel výsadku Glucinium († 28. dubna 1945)
  - František Anicet Petružela, vojenský duchovní († 3. července 2007)
  - Zdeněk Trtík, teolog, děkan Husovy československé bohoslovecké fakulty († 24. června 1983)
- 23. srpna – Karel Průcha, československý fotbalový reprezentant
- 29. srpna – Herma Svozilová-Johnová, spisovatelka († 5. dubna 2009)
- 1. září – Jindřich Heisler, surrealistický spisovatel a výtvarník († 4. ledna 1953)
- 7. září – Lída Baarová, herečka († 27. října 2000)
- 12. září – Otmar Riedl, voják, příslušník výsadku Benjamin († 10. října 1994)
- 13. září
  - Heda Halířová, autorka knih pro mládež († 1. ledna 2000)
  - Karel Hovůrka, voják, příslušník československého protinacistického odboje († 1. října 1941)
- 17. září – Tomáš Baťa ml., česko-kanadský podnikatel, syn Tomáše Bati († 1. září 2008)
- 20. září – František Stránský, český konstruktér († 25. ledna 1954)
- 21. září – Karel Kolský, československý fotbalový reprezentant († 17. února 1984)
- 24. září – Jiří Kolář, básník a výtvarník († 11. srpna 2002)
- 2. října
  - Božena Dobešová, sportovní gymnastka, stříbrná medaile LOH 1936 († 28. listopadu 1990)
  - Dalibor Hanes, předseda Federálního shromáždění († 16. prosince 2007)
- 5. října – Ján Ušiak, velitel partyzánské brigády Jana Žižky z Trocnova († 3. listopadu 1944)
- 7. října
  - Josef František, válečný letec RAF († 8. října 1940)
  - Vojtěch Kubašta, malíř († 7. července 1992)
- 9. října – Josef Hlinomaz, herec a naivní malíř († 8. srpna 1978)
- 11. října – František Trpík, voják, příslušník výsadku Glucinium († 30. května 2000)
- 17. října – Vladimír Novotný, kameraman († 14. dubna 1997)
- 18. října – Evžen Rošický, atlet a sportovní novinář († 25. června 1942)
- 24. října – František Čapek, rychlostní kanoista, zlato na OH 1948 († 31. ledna 2008)
- 25. října – Josef Patočka, herec († 15. října 1998)
- 28. října – Vratislav Grégr, profesor kvasné chemie a biotechnologie VŠCHT († 1. února 1991)
- 31. října – Bohumír Popelář, psycholog, historik, spisovatel († 20. července 1969)
- 2. listopadu – Josef Valčík, voják, příslušník výsadkové skupiny Silver A († 18. června 1942)
- 8. listopadu
  - Ivan Lesný, lékař a spisovatel († 16. ledna 2002)
  - Martin Strnad, trenér ledního hokeje, sportovec a pedagog († 20. října 2002)
  - Oldřich J. Blažíček, historik umění († 28. června 1985)
- 14. listopadu – František Vrána, klavírista a hudební skladatel († 16. června 1975)
- 19. listopadu – Rudolf Hrubec, voják a velitel výsadku Silica-North († 11. září 1944)
- 20. listopadu – Jan Černý, studentský funkcionář popravený 17. listopadu 1939 († 17. listopadu 1939)
- 22. listopadu – Josef Cikán, voják, příslušník operace Glucinium († 1. dubna 1985)
- 23. listopadu – František Kejla, matematik († 26. června 1981)
- 25. listopadu – Karel Polata, hudební skladatel a dirigent († 29. března 1974)
- 26. listopadu – Václav Valeš, válečný letec RAF († 20. července 1941)
- 2. prosince – Jaroslav Štumpf, československý fotbalový reprezentant († 8. února 1979)
- 4. prosince – Rudolf Horský, teolog, biskup Církve československé husitské († 4. srpna 2001)
- 17. prosince
  - Jaromír Foretník, válečný letec RAF († 3. srpna 2006)
  - Alfréd Radok, režisér († 22. dubna 1976)
- 18. prosince – Jan Weinert, studentský funkcionář popravený 17. listopadu 1939 († 17. listopadu 1939)
- 23. prosince – Karel Šmíd, malíř, výtvarný pedagog, textař a hudební skladatel († 29. března 1985)
- 26. prosince – Eduard Farda, fotbalista, hokejista a hokejový trenér († 25. ledna 1961)
- 28. prosince – Rudolf Novotný, voják a příslušník výsadku Spelter († 29. prosince 1953)
- 31. prosince – Jan Opletal, student zabitý při protinacistické demonstraci († 11. listopadu 1939)

### Svět
- 3. ledna – Adelheid Habsbursko-Lotrinská, dcera posledního rakouského císaře Karla I. († 3. října 1971)
- 4. ledna – Jean-Pierre Vernant, francouzský historik († 9. ledna 2007)

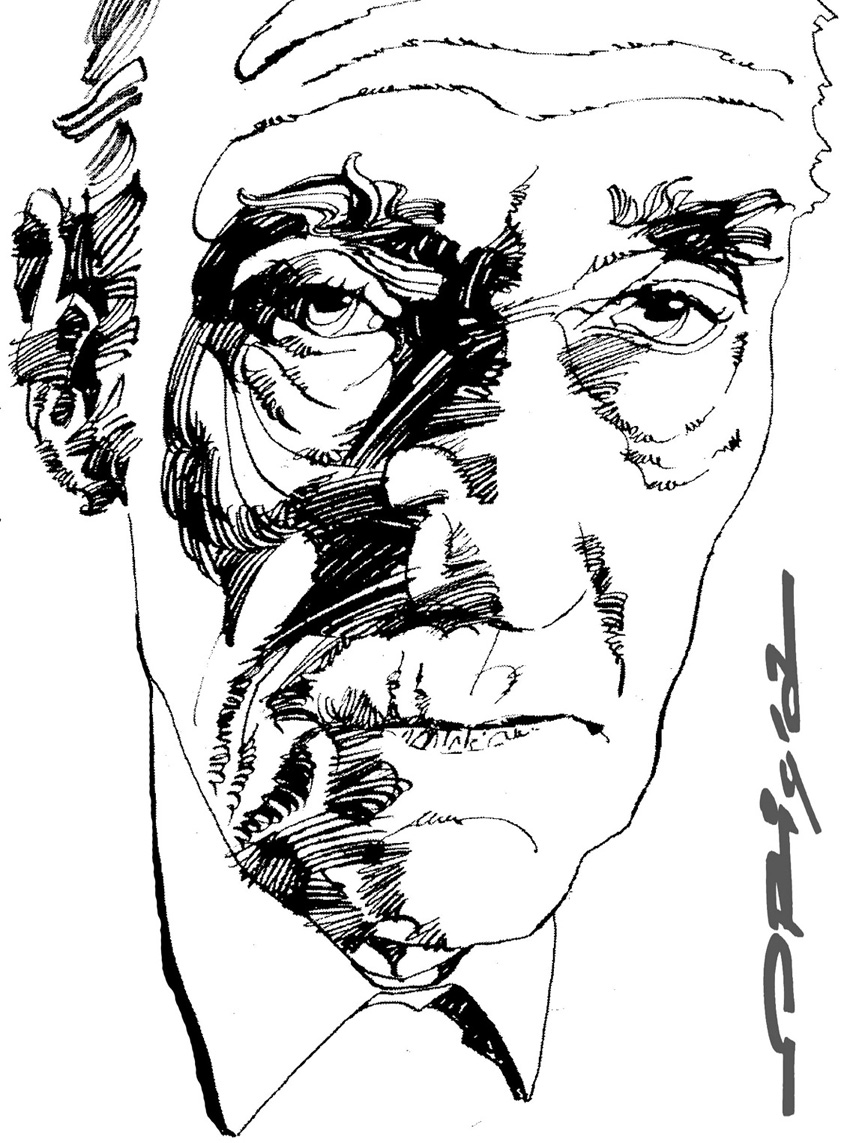
William S. Burroughs (* 5. února)

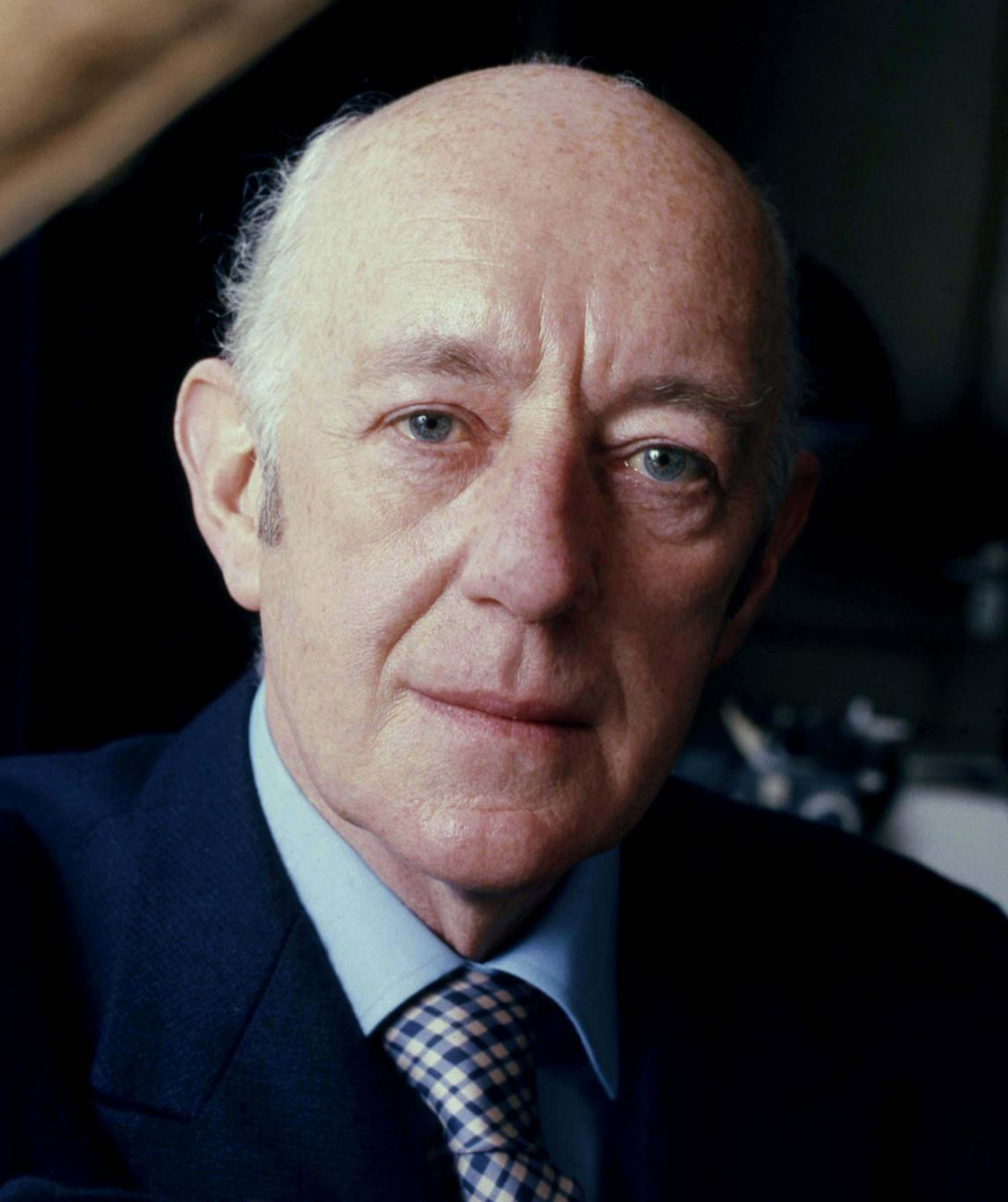
Alec Guinness (* 2. dubna)

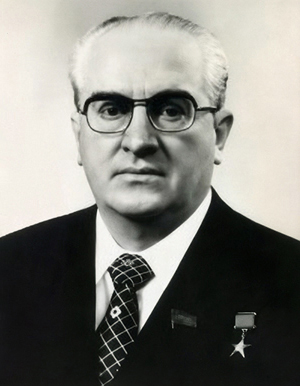
Jurij Andropov (* 15. června)

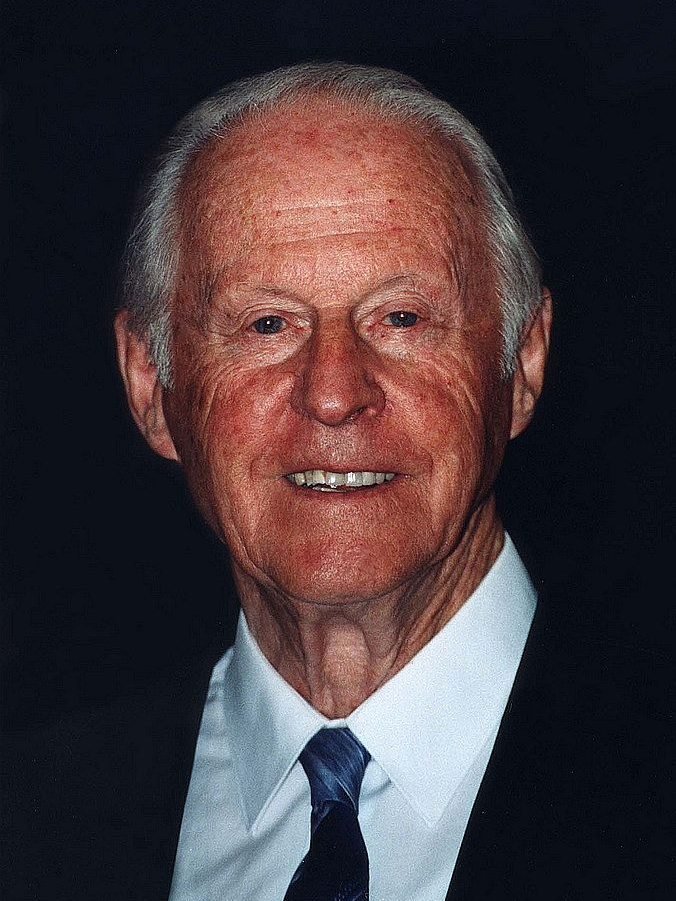
Thor Heyerdahl (* 6. října)

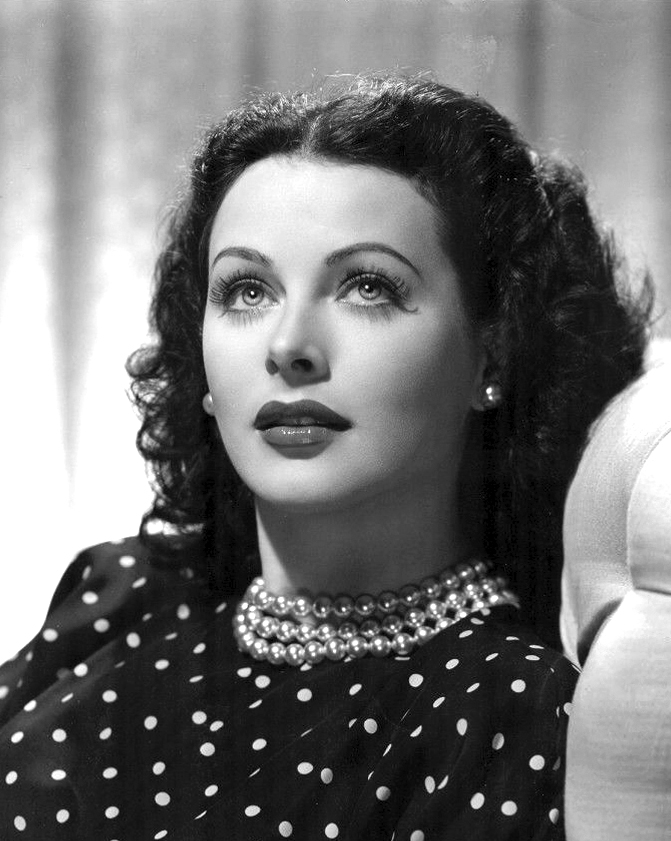
Hedy Lamarrová (* 6. listopadu)

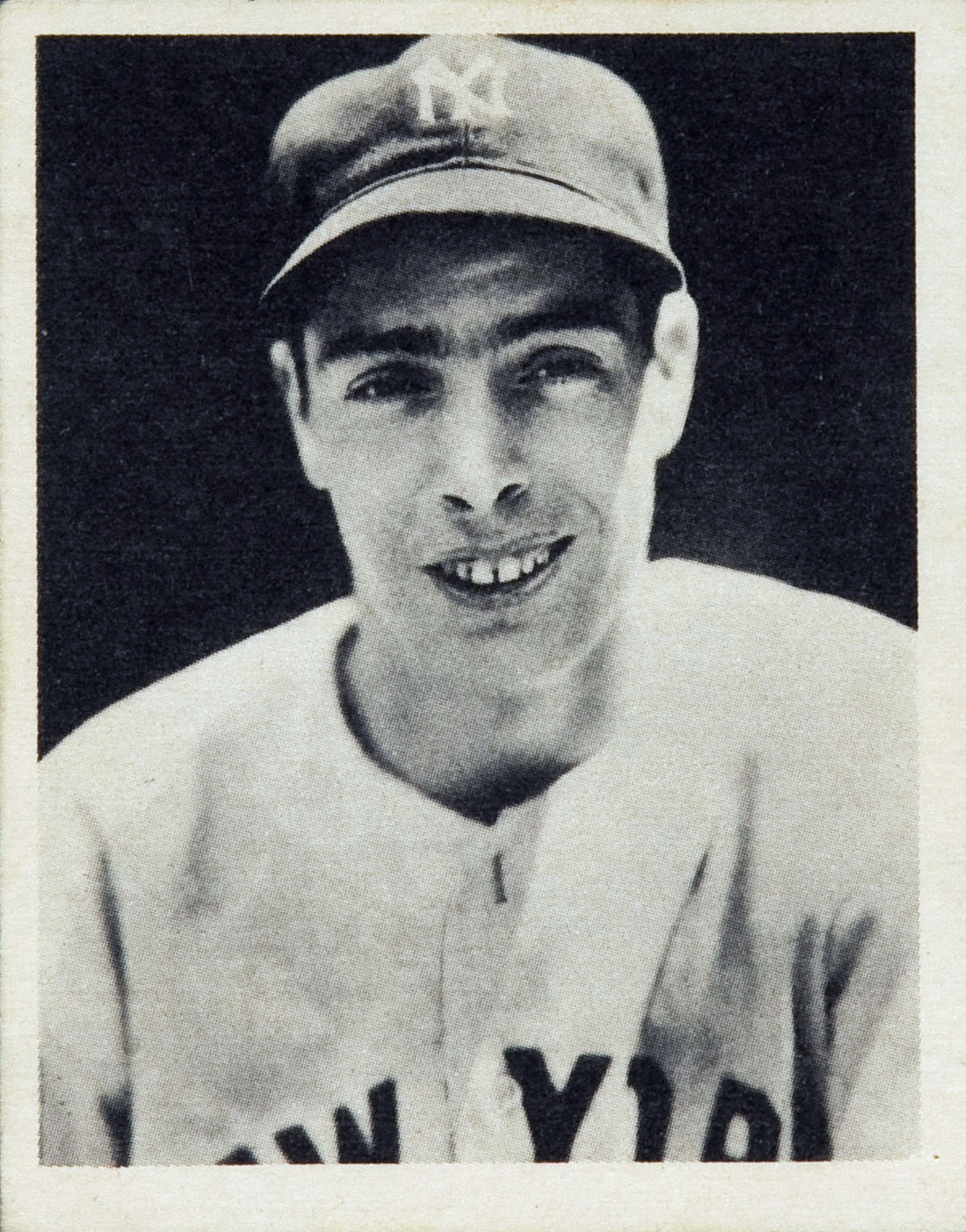
Joe Dimaggio (* 25. listopadu)

- 5. ledna – Brunó Ferenc Straub, maďarský biochemik a prezident Maďarska († 15. února 1996)
- 9. ledna – Kenny Clarke, americký jazzový bubeník († 26. ledna 1985)
- 12. ledna – Albrecht von Goertz, německý designer († 27. října 2006)
- 13. ledna – Ján Futák, slovenský kněz a botanik († 7. července 1980)
- 17. ledna
  - Kurt Franz, velitel vyhlazovacího tábora Treblinka († 4. července 1998)
  - Théo Lefèvre, premiér Belgie († 18. září 1973)
- 18. ledna – Arno Schmidt, německý spisovatel a překladatel († 3. června 1979)
- 19. ledna – Bob Gérard, britský automobilový závodník († 26. ledna 1990)
- 20. ledna – Oscar Collazo, pachatel atentátu na prezidenta Trumana († 21. února 1994)
- 21. ledna – Michael Grant, anglický historik a numismatik († 4. října 2004)
- 26. ledna – Durru Shehvar, osmanská princezna a dcera sultána Abdulmecida II. († 7. února 2006)
- 3. února – Michel Thomas, polský polyglot a učitel jazyků († 8. ledna 2005)
- 4. února
  - Alfred Hellmuth Andersch, německo-švýcarský spisovatel († 21. února 1980)
  - Vladimir Dedijer, srbský partyzán a komunistický politik († 30. listopadu 1990)
- 5. února
  - William Seward Burroughs, americký romanopisec a malíř († 2. srpna 1997)
  - Alan Lloyd Hodgkin, britský fyziolog, Nobelova cena za fyziologii a medicínu 1963 († 20. prosince 1998)
- 6. února
  - Thurl Ravenscroft, americký dabér a zpěvák († 22. května 2005)
  - Forrest Towns, americký olympijský vítěz v běhu na 110 metrů překážek († 4. dubna 1991)
- 9. února – Ernest Tubb, americký zpěvák a skladatel († 6. září 1984)
- 14. února – Boris Kraigher, slovinský politik, národní hrdina Jugoslávie († 4. ledna 1967)
- 18. února – George Caddy, australský tanečník a fotograf († 21. října 1983)
- 22. února – Renato Dulbecco, italsko-americký biolog a virolog, Nobelova cena 1975 († 19. února 2012)
- 26. února – Viktor Avbelj, slovinský partyzán a politik († 3. dubna 1993)
- 28. února – Miroslav Iringh, slovenský velitel ve Varšavském povstání († 28. května 1985)
- 1. března – Ralph Ellison, americký spisovatel († 16. dubna 1994)
- 2. března – Hansi Knoteck, rakouská filmová a divadelní herečka († 23. února 2014)
- 3. března – Asger Jorn, dánský malíř, sochař a keramik († 1. května 1973)
- 4. března
  - Gino Colaussi, italský fotbalista († 27. července 1991)
  - Jozef Vrablec, slovenský teolog († 20. března 2003)
- 8. března – Jakov Borisovič Zeldovič, ruský fyzik († 2. prosince 1987)
- 14. března – Sári Barabás, maďarská operní pěvkyně († 16. dubna 2012)
- 16. března – Arkadij Černyšov, sovětský hokejista, fotbalista a trenér († 17. dubna 1992)
- 19. března – Ťiang Čching, manželka čínského komunistického vůdce Mao Ce-tunga († 14. května 1991)
- 20. března – Emil Ruder, švýcarský typograf a grafický designér († 13. března 1970)
- 25. března – Norman Borlaug, americký agronom, Nobelova cena za mír 1970 († 12. září 2009)
- 26. března
  - Vjačeslav Palman, ruský spisovatel († 19. března 1998)
  - Franz Stangl, velitel vyhlazovacích táborů Sobibor a Treblinka († 28. června 1971)
  - William Westmoreland, americký generál († 18. července 2005)
- 27. března – Budd Schulberg, americký spisovatel a scenárista († 5. srpna 2009)
- 30. března – Sonny Boy Williamson I, americký bluesový zpěvák († 1. června 1948)
- 31. března
  - André Regenermel, americký radiotelegrafista a konstruktér († 30. září 1941)
  - Octavio Paz, mexický básník († 20. dubna 1998)
- 1. dubna – Willi Meinck, německý spisovatel († 7. dubna 1993)
- 2. dubna – Alec Guinness, anglický herec († 5. srpna 2000)
- 4. dubna – Marguerite Duras, francouzská spisovatelka, dramatička a režisérka († 3. března 1996)
- 6. dubna – Kunata Kottulinsky, viceprezident Rakouské národní banky († 25. srpna 2004)
- 12. dubna – Adriaan Blaauw, nizozemský astronom († 1. prosince 2010)
- 22. dubna – Jan de Hartog, nizozemský spisovatel a dramatik († 22. září 2002)
- 24. dubna – Jan Karski, polský odbojář († 13. července 2000)
- 26. dubna
  - Bernard Malamud, americký spisovatel († 18. března 1986)
  - Wilfrid Mellers, anglický muzikolog a hudební skladatel († 17. května 2008)
- 9. května
  - Josef Müller-Brockmann, švýcarský grafický designér († 30. srpna 1996)
  - Denham Fouts, americký prostitut († 16. prosince 1948)
  - Hank Snow, americký zpěvák a skladatel country († 20. prosince 1999)
  - Carlo Maria Giulini, italský dirigent († 14. června 2005)
- 11. května – Haroun Tazieff, francouzský geolog a vulkanolog († 2. února 1998)
- 12. května
  - Bertus Aafjes, nizozemský spisovatel a básník († 22. dubna 1993)
  - Joe Louis, americký boxer († 13. dubna 1981)
- 14. května – Teodor Ojzerman, ruský historik filosofie († 25. března 2017)
- 16. května – Edward T. Hall, americký antropolog († 20. července 2009)
- 18. května
  - Alla Bajanovová, ruská a rumunská zpěvačka († 30. srpna 2011)
  - Pierre Balmain, francouzský módní návrhář († 29. června 1982)
  - Toulo de Graffenried, švýcarský pilot Formule 1 († 22. ledna 2007)
  - Boris Christov, bulharský operní pěvec, bas († 28. června 1993)
- 19. května
  - Max Perutz, britský molekulární biolog, Nobelova cena za chemii 1962 († 6. února 2002)
  - John Vachon, americký fotograf († 20. dubna 1975)
- 21. května – Romain Gary, francouzský spisovatel, režisér, diplomat a válečný letec († 2. prosince 1980)
- 22. května – Sun Ra, americký hráč na klávesové nástroje († 30. května 1993)
- 23. května – Nora Szczepańska, polská spisovatelka († 1. ledna 2004)
- 24. května – George Tabori, maďarský spisovatel, dramatik a divadelní režisér († 23. července 2007)
- 25. května – Pavol Horov, slovenský básník a překladatel († 29. září 1975)
- 29. května – Tenzing Norgay, nepálský horolezec († 9. května 1986)
- 30. května – Sergej Kraigher, jugoslávský politik slovinského původu († 17. ledna 2001)
- 15. června – Jurij Vladimirovič Andropov, nejvyšší představitel Sovětského svazu († 9. února 1984)
- 20. června – Zelda, izraelská básnířka († 30. dubna 1984)
- 21. června – William Vickrey, kanadský ekonom, Nobelova cena 1996 († 11. října 1996)
- 26. června – Lyman Spitzer, americký teoretický fyzik († 31. března 1997)
- 28. června – Aribert Heim, rakouský nacistický lékař, Doktor Smrt († 10. srpna 1992)
- 30. června – Vladimir Nikolajevič Čelomej, sovětský raketový konstruktér († 8. prosince 1984)
- 1. července – Ahmad Hasan al-Bakr, prezident Iráku († 4. října 1982)
- 8. července – Billy Eckstine, americký jazzový zpěvák († 8. března 1993)
- 9. července – Willi Stoph, východoněmecký politik a armádní generál († 13. dubna 1999)
- 13. července – Franz von Werra, německé stíhací eso († 25. října 1941)
- 15. července – Princ Bira, thajský princ a automobilový závodník († 23. prosince 1985)
- 19. července – Grigol Abašidze, gruzínský spisovatel († 29. července 1994)
- 18. července
  - Gino Bartali, italský cyklista († 5. května 2000)
  - Jo Cals, premiére Nizozemska († 30. prosince 1971)
- 20. července
  - Ersilio Tonini, italský kněz, arcibiskup Ravenny, kardinál († 28. července 2013)
  - Hana Zelinová, slovenská spisovatelka († 16. března 2004)
  - Dobri Dobrev, bulharský náboženský asketa († 13. února 2018)
- 21. července
  - Philippe Ariès, francouzský historik († 8. února 1984)
  - Chaviva Reiková, členka výsadkové skupiny Amsterdam († 20. listopadu 1944)
- 25. července
  - Vladimír Bahna, slovenský filmový režisér, scenárista a dramaturg († 19. října 1977)
  - Rudolf Strechaj, ministr spravedlnosti Slovenské republiky († 28. července 1962)
- 27. července
  - Giuseppe Baldo, italský fotbalista († 31. července 2007)
  - Štefan Kukura, slovenský chirurg († 1. května 1984)
- 30. července
  - Ken Bell, kanadský fotograf († 26. června 2000)
  - Lord Killanin, irský předseda MOV († 25. dubna 1999)
- 31. července – Louis de Funès, francouzský herec a komik († 27. ledna 1983)
- 1. srpna – Jack Delano, americký fotograf a hudební skladatel († 12. srpna 1997)
- 5. srpna – Lydia Lamaison, argentinská herečka († 20. února 2012)
- 9. srpna – Tove Janssonová, finská spisovatelka († 27. června 2001)
- 11. srpna – Rafa'el Reisz, člen výsadkové skupiny Amsterdam († 20. listopadu 1944)
- 14. srpna – Poul Hartling, premiér Dánska († 30. dubna 2000)
- 19. srpna – Maurice Bourgès-Maunoury, francouzský premiér († 10. února 1993)
- 20. srpna – Colin MacInnes, anglický spisovatel a novinář († 22. dubna 1976)
- 26. srpna – Julio Cortázar, argentinský spisovatel († 12. února 1984)
- 30. srpna – Jean Bottéro, francouzský asyriolog († 15. prosince 2007)
- 5. září – Nicanor Parra, chilský básník a matematik († 23. ledna 2018)
- 7. září
  - Graeme Bell, australský jazzový klavírista († 13. června 2012)
  - James Van Allen, americký fyzik († 9. srpna 2006)
- 8. září – Marie Františka Orleánská z Braganzy, vévodkyně z Braganzy, titulární císařovna brazilská († 15. ledna 1968)
- 10. září – Robert Wise, americký střihač, zvukař, filmový producent a režisér († 14. září 2005)
- 11. září – Mária Medvecká, slovenská malířka († 23. dubna 1987)
- 14. září – Mae Boren Axton, americká hudební skladatelka († 9. dubna 1997)
- 15. září
  - Creighton Abrams, americký generál, který velel ve vietnamské válce († 4. září 1974)
  - Aharon Kacir, izraelský chemik († 30. května 1972)
  - Jens Otto Krag, premiér Dánska († 22. června 1978)
  - Adolfo Bioy Casares, argentinský spisovatel († 8. března 1999)
- 18. září – Jack Cardiff, britský herec, kameraman a režisér († 22. dubna 2009)
- 20. září – Anna Karen Morrow, americká herečka († 1. července 2009)
- 24. září – Andrzej Panufnik, polský hudební skladatel a dirigent († 27. říjen 1991)
- 29. září – Michal Chudík, slovenský politik, diplomat a spisovatel († 24. dubna 2005)
- 1. října – Daniel J. Boorstin, americký historik, právník a spisovatel († 28. února 2004)
- 2. října – Jan Nowak-Jeziorański, polský odbojář, novinář a politik († 20. ledna 2005)
- 3. října – Andreas Hinterstoisser, německý horolezec († 21. července 1936)
- 6. října
  - Thor Heyerdahl, norský mořeplavec a dobrodruh († 18. dubna 2002)
  - Ľudovít Kukorelli, slovenský partyzán († 24. listopadu 1944)
- 7. října – Mihailo Lalić, černohorský spisovatel († 30. prosince 1992)
- 11. října – Reuben Fine, americký šachový velmistr († 26. března 1993)
- 14. října – Raymond Davis mladší, americký fyzik († 31. května 2006)
- 16. října – Muhammad Záhir Šáh, poslední afghánský král († 23. července 2007)
- 19. října – Alfonz Bednár, slovenský spisovatel († 9. listopadu 1989)
- 21. října
  - Martin Gardner, americký matematik († 22. května 2010)
  - Kazimierz Świątek, polský arcibiskup a kardinál († 21. července 2011)
- 24. října – Bertram Forer, americký psycholog († 6. dubna 2000)
- 27. října
  - Hermann Geiger, švýcarský horský pilot († 26. srpna 1966)
  - Dylan Thomas, britský básník a spisovatel († 9. listopadu 1953)
  - Eluned Phillips, velšská básnířka († 10. ledna 2009)
- 28. října
  - Jonas Salk, americký virolog († 23. června 1995)
  - Richard Laurence Millington Synge, britský biochemik, Nobelova cena za chemii 1952 († 18. srpna 1994)
- 8. listopadu – George Dantzig, americký matematik († 13. května 2005)
- 9. listopadu – Cvija Lubetkinová, vůdčí osobnost polské Židovská bojové organizace († 14. července 1976)
- 11. listopadu – Eugene Nida, americký lingvista († 25. srpna 2011)
- 12. listopadu – Edward Schillebeeckx, belgický teolog († 23. prosince 2009)
- 13. listopadu
  - Georgij Nikolajevič Babakin, sovětský radiotechnik a letecký konstruktér († 3. srpna 1971)
  - William Gibson, americký dramatik a spisovatel († 25. listopadu 2008)
  - Alberto Lattuada, italský filmový režisér († 3. července 2005)
- 14. listopadu – Šmu'el Tankus, izraelský admirál († 4. března 2012)
- 15. listopadu
  - Conyers Herring, americký fyzik († 23. července 2009)
  - Giuseppe Caprio, italský arcibiskup a kardinál († 15. října 2005)
- 21. listopadu – Abdul Karim Kásim, irácký důstojník a politik († 9. února 1963)
- 22. listopadu – Roy Crowson, britský biolog († 13. května 1999)
- 24. listopadu
  - Agostino Casaroli, kardinál státní sekretář Vatikánu († 9. června 1998)
  - Lynn Chadwick, anglický výtvarník († 25. dubna 2003)
- 25. listopadu
  - Joe DiMaggio, americký baseballový hráč († 8. března 1999)
  - Ann Rosener, americká fotografka († 19. května 2012)
  - Léon Zitrone, francouzský novinář a televizní moderátor († 25. listopadu 1995)
- 29. listopadu – Coleridge Goode,  jamajský jazzový kontrabasista († 2. října 2015)
- 5. prosince – Anatole Abragam, francouzský fyzik († 8. června 2011)
- 8. prosince – Imrich Kružliak, slovenský publicista, historik, překladatel a básník († )
- 9. prosince – Max Manus, norský odbojář († 20. září 1996)
- 10. prosince – Július Lenko, slovenský básník a překladatel († 18. ledna 2000)
- 11. prosince – Friedhelm Kemp, německý spisovatel a překladatel († 3. března 2011)
- 12. prosince
  - Patrick O'Brian, anglický romanopisec († 2. ledna 2000)
  - Alexandrina Luisa Dánská, hraběnka z Castellu († 26. dubna 1962)
- 14. prosince – Karl Carstens, prezident Spolkové republiky Německo († 30. května 1992)
- 15. prosince – Arthur Troop, zakladatel Mezinárodní policejní asociace († 30. listopadu 2000)
- 18. prosince – Adolf Diekmann, nacistický válečný zločinec († 29. června 1944)
- 19. prosince – Františka Hrušovská, slovenská a československá odbojářka a politička († 5. února 1984)
- 23. prosince – Dezider Kardoš, slovenský hudební skladatel († 18. března 1991)
- 26. prosince – Baba Amte, indický aktivista († 9. února 2008)
- 27. prosince – Giuseppe Berto, italský spisovatel († 2. listopadu 1978)

## Úmrtí

### Česko
- 10. ledna – Emanuel Miřiovský, pedagog, spisovatel a překladatel (* 24. prosince 1846)
- 2. února – Štěpán Pučálka, lékař, organizátor kulturního života a politik (* 26. prosince 1845)
- 11. února – Gustav Wiedermann, architekt (* 24. srpna 1850)
- 14. února – Josef Truhlář, knihovník, literární historik, překladatel (* 16. října 1840)
- 19. února – Josef Král, malíř (* 24. května 1877)
- 21. února – Josef Starck, plzeňský právník a politik (* 17. října 1835)
- 23. února – Alain Benjamin Rohan, český šlechtic, voják, politik (* 8. ledna 1853)
- 1. března – Ferdinand Josef Lehner, kněz, pečoval o církevní hudbu, výtvarné umění a památky (* 6. června 1837)
- 19. března – Jan Podlipný, pražský advokát a starosta Prahy a Sokola (* 24. srpna 1848)
- 28. března – Hanuš Trneček, český harfenista, klavírista, dirigent, skladatel a hudební pedagog (* 16. května 1858)

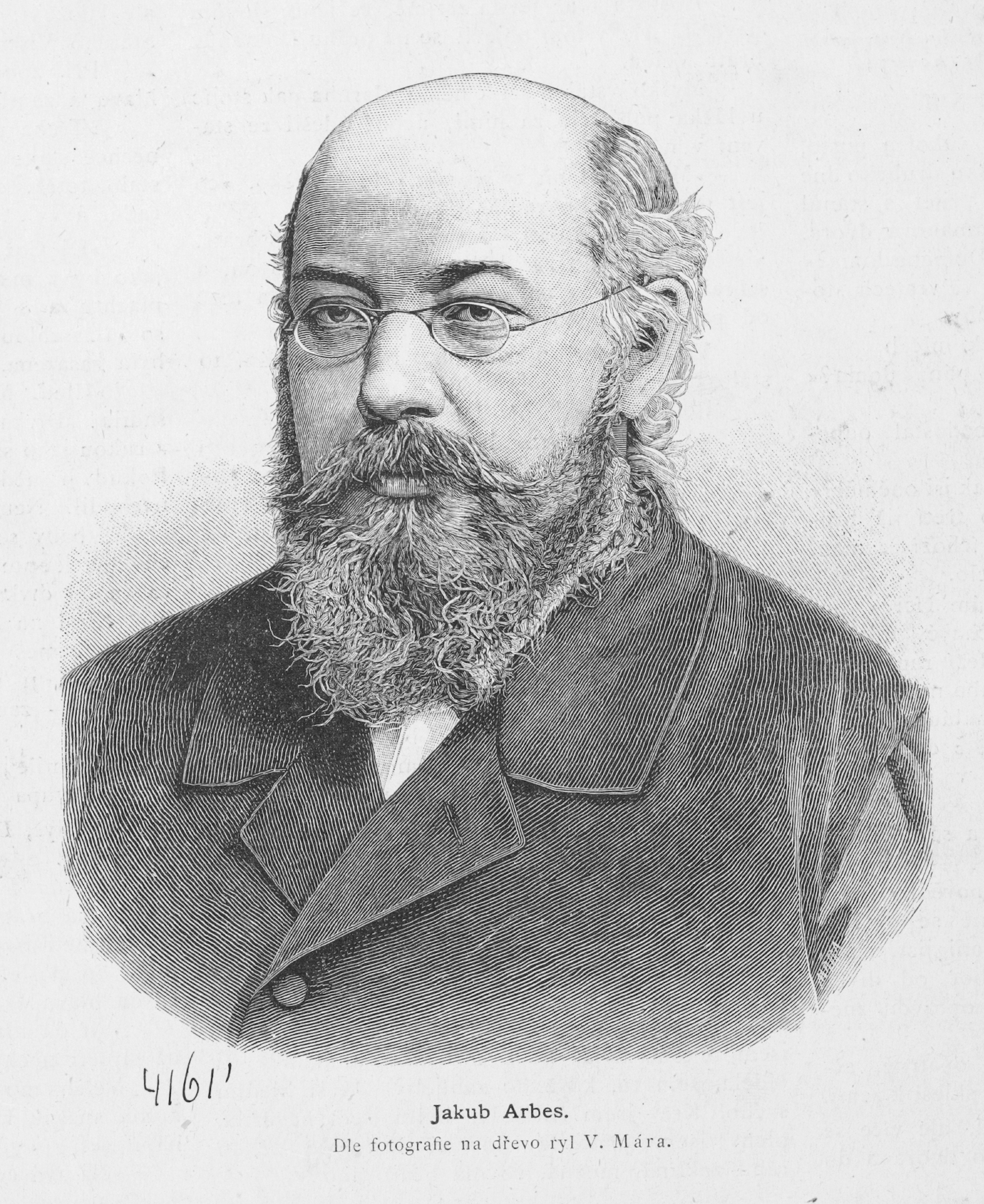
Jakub Arbes († 8. dubna)

- Jakub Arbes († 8. dubna)8. dubna – Jakub Arbes, český spisovatel a novinář (* 12. června 1840)
- 12. dubna – Josef Nešvera, český hudební skladatel (* 24. října 1842)
- 23. dubna – Rudolf Knoll, český právník a politik (* 18. března 1844)
- 3. května – Kamil Berdych, anarchistický básník (* 18. listopadu 1885)
- 6. května – František Karel Opa, pedagog a publicista (* 8. srpna 1849)
- 24. května – Bedřich Pacák, český politik (* 14. září 1846)
- 27. května
  - Irma Geisslová, spisovatelka a básnířka (* 6. července 1855)
  - Josef Hartel, krnovský stavitel a architekt (* 7. listopadu 1843)
- 15. června – Josef Vychodil, český politik (* 14. prosince 1845)
- 28. června – Žofie Chotková, česká šlechtična (* 1. března 1868)
- 30. června – Josef Jeřábek, český hudební skladatel a publicista (* 13. března 1853)
- 1. července – František Josef Mach, český kapelník a skladatel (* 31. května 1837)
- 21. července – Karel Cihlář, česko-rakouský právník a politik (* 17. srpna 1833)
- 31. srpna – Josef Rosipal, český architekt a designér (* 18. května 1884)
- 1. září – Jindřich Prucha, malíř (* 29. září 1886)
- 4. září – Josef Karel Šlejhar, naturalistický spisovatel (* 14. října 1864)
- 6. září – Karel V. Schwarzenberg, kníže orlické větve rodu Schwarzenbergů (* 26. února 1886)
- 7. září – Karel Pawlík, gynekolog a porodník (* 12. března 1849)
- 13. září – od tohoto dne je nezvěstný František Gellner, český básník (* 19. června 1881)
- 1. října – Josef Kaněra, český státní úředník a politik (* 6. března 1854)
- 6. října
  - Karl Jänig, český, německy mluvící, duchovní (* 5. března 1835)
  - Antonín Randa, právník, rektor Univerzity Karlo-Ferdinandovy v Praze, politik (* 8. července 1834)
- 14. října – Josef Böttinger, český fotograf (* 29. ledna 1839)
- 16. října – Jaromír Čelakovský, právní historik a politik (* 21. března 1846)
- 15. listopadu – Josef Šusta, český rybníkář (* 26. listopadu 1835)
- 23. listopadu – Slavomír Kratochvíl, první oběť českého protirakouského odboje (* 2. ledna 1889)
- 25. listopadu – Josef Bašek, český malíř, krajinář (* 6. února 1868)
- 3. prosince – František Čuhel, moravský a rakouský ekonom (* 1862)
- 23. prosince – Josef Kotek, novinář, příslušník prvního odboje (* 17. června 1883)
- ? – Johann Maresch, rakouský a český podnikatel a politik německé národnosti (* 11. července 1821)

### Svět

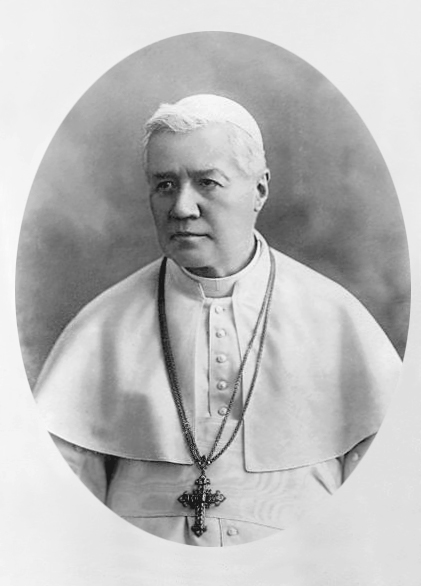
Pius X. († 20. srpna)

- Pius X. († 20. srpna)20. ledna – Harry Rosenbusch, německý geolog (* 24. června 1836)
- Karel I. Rumunský († 10. října)21. ledna

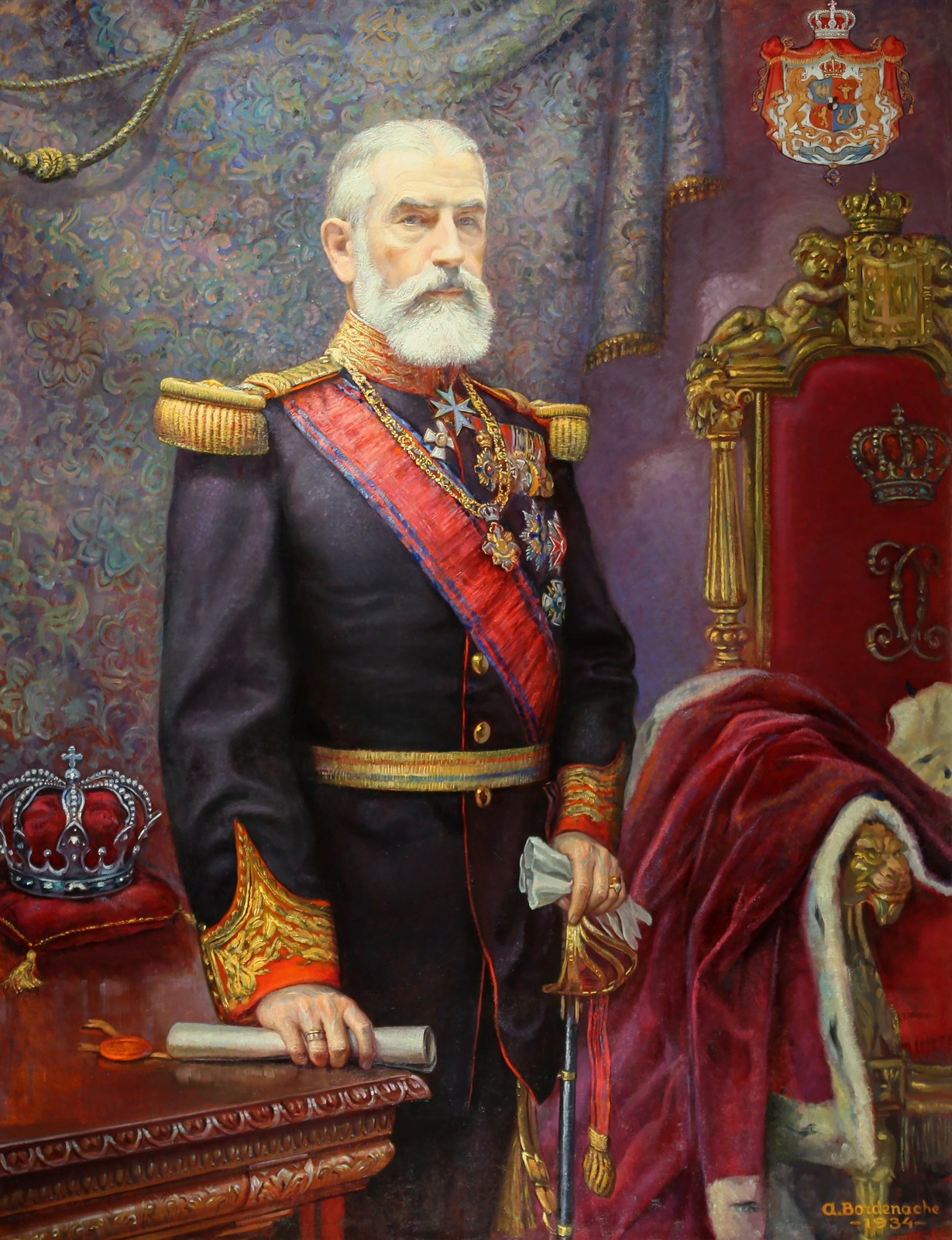
Karel I. Rumunský († 10. října)

  - Theodor Kittelsen, norský malíř a ilustrátor (* 27. dubna 1857)
  - Joseph Keiley, americký fotograf a spisovatel (* 26. července 1869)
- 26. ledna – Jane Morris, anglická modelka (* 19. října 1839)
- 1. února – Albert C. L. G. Günther, německo-britský zoolog (* 3. října 1830)
- 13. února – Alphonse Bertillon, francouzský policejní důstojník, zakladatel antropometrie (* 24. dubna 1853)
- 26. února – Pierre Souvestre, francouzský spisovatel a novinář (* 1. června 1874)
- 1. března – Edwin J. Houston, americký vynálezce (* 9. července 1847)
- 4. března – Georg von Kopp, německý kardinál a vratislavský arcibiskup (* 25. července 1837)
- 12. března – George Westinghouse, americký vynálezce a průmyslník (* 6. října 1846)
- 16. března – Charles Albert Gobat, švýcarský politik, nositel Nobelovy ceny míru (* 21. května 1843)
- 17. března – Antun Gustav Matoš, chorvatský spisovatel (* 13. dubna 1875)
- 19. března – Giuseppe Mercalli, italský seismolog, vulkanolog (* 21. května 1850)
- 25. března – Frédéric Mistral, francouzský básník (* 8. září 1830)
- 31. března – Christian Morgenstern, německý básník a novinář (* 6. května 1871)
- 2. dubna – Paul Heyse, německý spisovatel(* 15. března 1830)
- 9. dubna – císařovna Šóken, choť císaře Meidžiho Japonského (* 9. května 1849)
- 19. dubna – Charles Sanders Peirce, americký matematik, logik a filosof (* 10. září 1839)
- 26. dubna – Eduard Suess, rakouský geolog a paleontolog (* 20. srpna 1831)
- 15. května – Jovan Skerlić, srbský spisovatel (* 20. srpna 1877)
- 26. května – Jacob Augustus Riis, americký fotograf, sociolog, novinář a spisovatel (* 3. května 1849)
- 29. května – Paul Mauser, německý konstruktér zbraní (* 27. června 1838)
- 9. června – Jan Sobek, klarinetista a hudební skladatel českého původu (* 30. dubna 1831)
- 10. června
  - Ödön Lechner, maďarský architekt (* 27. srpna 1845)
  - Robert Meyer, předlitavský ekonom, státní úředník a politik (* 8. ledna 1855)
- 11. června – Adolf Fridrich V. Meklenbursko-Střelický, meklenbursko-střelický velkovévoda (* 22. července 1848)
- 14. června – Adlai E. Stevenson, 23. viceprezident Spojených států amerických (* 23. října 1835)
- 21. června – Bertha von Suttner, česko-rakouská radikální pacifistka, publicistka a spisovatelka, nositelka Nobelovy ceny míru (* 1843)
- 28. června – František Ferdinand d'Este, rakouský následník trůnu (* 18. prosince 1863)
- 2. července – Sir John Benjamin Stone, britský politik a fotograf (* 9. února 1838)
- 13. července – Andrzej Hławiczka, polský folklorista a hudebník (* 3. května 1866)
- 15. července – Ludwig Hatschek, rakouský průmyslník (* 9. října 1856)
- 24. července – Adolf Martens, německý metalurg (* 6. března 1850)
- 31. července – Jean Jaurès, francouzský filosof, historik a politik (* 3. září 1859)
- 3. srpna – Louis Couturat, francouzský filozof, logik, matematik a lingvista (* 17. ledna 1868)
- 6. srpna – Ellen Louise Wilsonová, manželka 28. prezidenta USA Woodrowa Wilsona (* 15. května 1860)
- 7. srpna – Giorgio Sommer, italský fotograf (* 2. září 1834)
- 14. srpna – Giuseppe Incorpora, italský fotograf (* 18. září 1834)
- 20. srpna – Svatý Pius X., 257. papež (* 2. června 1835)
- 27. srpna – Eugen von Böhm-Bawerk, rakouský ekonom a politik (* 12. února 1851)
- 28. srpna – Anatolij Konstantinovič Ljadov, ruský dirigent, hudební skladatel a pedagog (* 11. května 1855)
- 3. září – Albéric Magnard, francouzský hudební skladatel (* 9. června 1865)
- 5. září – Charles Péguy, francouzský spisovatel, filosof a básník (* 7. ledna 1873)
- 15. září – Koos de la Rey, búrský generál (* 22. října 1847)
- 26. září
  - August Macke, německý expresionistický malíř (* 3. ledna 1887)
  - Alain-Fournier, francouzský spisovatel, básník a esejista (* 3. října 1886)
- 10. října – Karel I. Rumunský, rumunský král (* 20. dubna 1839)
- 1. října – Anton Marty, švýcarský filozof jazyka (* 18. října 1847)
- 17. října – Theodor Lipps, německý filozof a psycholog (* 28. července 1851)
- 19. října – Robert Hugh Benson, anglický kněz a spisovatel (* 18. listopadu 1871)
- 24. října – Aristides Baltazzi, rakousko-uherský dostihový jezdec, chovatel koní a politik (* 13. ledna 1853)
- 28. října – Adéla Augusta Bavorská, bavorská princezna, vévodkyně modenská (* 19. března 1823)
- 31. října – Adolf Bachmann, rakouský historik a politik (* 27. ledna 1849)
- 1. listopadu – viceadmirál sir Christopher Cradock, padl v bitvě u Coronela
- 3. listopadu – Georg Trakl, rakouský básník (* 3. února 1887)
- 5. listopadu – August Weismann, německý biolog (* 17. ledna 1834)
- 6. listopadu – Carl Hans Lody, německý špion (* 20. ledna 1877)
- 18. listopadu – zavražděna bl. Karolina Kózka (* 2. srpna 1898)
- 30. listopadu – Anselmo Lorenzo, španělský anarchista (* 21. dubna 1841)
- 1. prosince – Alfred Thayer Mahan, vojenský a politický stratég námořnictva Spojených států (* 27. září 1840)
- 8. prosince – admirál Maximilian von Spee, padl v bitvě u Falklandských ostrovů
- 16. prosince – Ivan Zajc, chorvatský hudební skladatel (* 3. srpna 1832)
- 19. prosince – Henri Le Lieure, francouzský fotograf (* 1831)
- 24. prosince
  - Julius Meinl, rakouský obchodník (* 10. dubna 1824)
  - John Muir, americký přírodovědec a spisovatel (* 21. dubna 1838))
- ? – William Frederick Mitchell, britský malíř (* 1845)
- ? – René Le Bègue, francouzský fotograf (* 1857)
- ? – James Duff Brown, britský knihovník (* 1862)
- ? – Georgij Brusilov, ruský polárník a badatel (* 19. května 1884)

## Hlavy států
- České království – František Josef I.
- Papež – Pius X. – Benedikt XV.
- Království Velké Británie – Jiří V.
- Francouzské království –
- Uherské království – František Josef I.
- Rakouské císařství – František Josef I.
- Japonsko – Císař Taišó